# Steinfell (kulle i Island, lat 64,91, long -17,65)
Steinfell är en kulle i republiken Island. Den ligger i regionen Norðurland eystra, 220 km öster om huvudstaden Reykjavík. Toppen på Steinfell är 818 meter över havet, eller 102 meter över den omgivande terrängen. Bredden vid basen är 6,3 km.
Trakten runt Steinfell är nära nog obefolkad, med mindre än två invånare per kvadratkilometer. Det finns inga samhällen i närheten. Trakten runt Steinfell består i huvudsak av gräsmarker.